# Philipp Volksmund
Philipp Volksmund, eigentlich Philipp Schmid  (* 25. September 1979 in Stuttgart) ist ein deutscher Singer-Songwriter. 

## Leben
Philipp Volksmund arbeitete als Werbetexter bei Scholz & Friends und McCann. Er war Sänger der Band Freistil, die zwei Alben bei BMG Ariola veröffentlichte. 2003 nahm Freistil am Vorentscheid zum Eurovision Song Contest teil. 2005 absolvierte er den Popkurs in Hamburg.
Von Januar 2000 bis Mai 2005 war er im Stück Vorstadtkrokodile am Staatstheater Stuttgart zu sehen.
Volksmund ist Sänger der Band Die Fraktion, die mehrere Hymnen für den VfB Stuttgart und das Lied Mario Gomez und der Ball geht rein für den Fußballprofi Mario Gómez schrieb. 2016 nahm ihn bei BMG Rights Management unter Vertrag. Er schreibt Lieder sowohl für sich als auch für Thomas Godoj, Alexander Klaws, Andreas Bourani, Staubkind, Eisblume oder den Kinofilm Hanni & Nanni.
2018 veröffentlichte er seine erste Solo-Single Flammenwerferherz und die EP Platz für Neues sowie eine weitere, gleichnamige Single. 2019 erschien der Song Sturm der Entrüstung.
Im Sommer 2019 trat Philipp Volksmund als Vorgruppe bei einigen Open-Air-Konzerten der Gruppe Pur auf.
2023 erschien sein erstes Kinderlied mit dem Titel Ene Mene Zähne.
Mit „Momme macht Musik“ schrieb Philipp Volksmund sein erstes Kinderbuch. Das Buch über „Momme“, der in seiner Freizeit gerne Musikinstrumente baut, erschien am 20. März 2024 im Vertrieb von Tredition.
Philipp Volksmund ist Vater zweier Töchter, (* 2020 und 2024). Er schrieb und veröffentlichte zur Geburt der ersten Tochter den Song Mavie. Er lebt mit seiner Familie in Berlin.

## Auszeichnungen
Mit seiner Band Die Fraktion gewann er 2011 den Deutschen Rock & Pop Preis des Deutschen Rock & Pop Musikerverbandes und 2015 als Autor für den Radiosender 98.8 Kiss FM den Deutschen Radiopreis.